# Ichneumon vittatus
Ichneumon vittatus är en stekelart som beskrevs av Gmelin 1790. Ichneumon vittatus ingår i släktet Ichneumon och familjen brokparasitsteklar. Inga underarter finns listade i Catalogue of Life.